# Hengst Wohlklang in der Freiheitsdressur

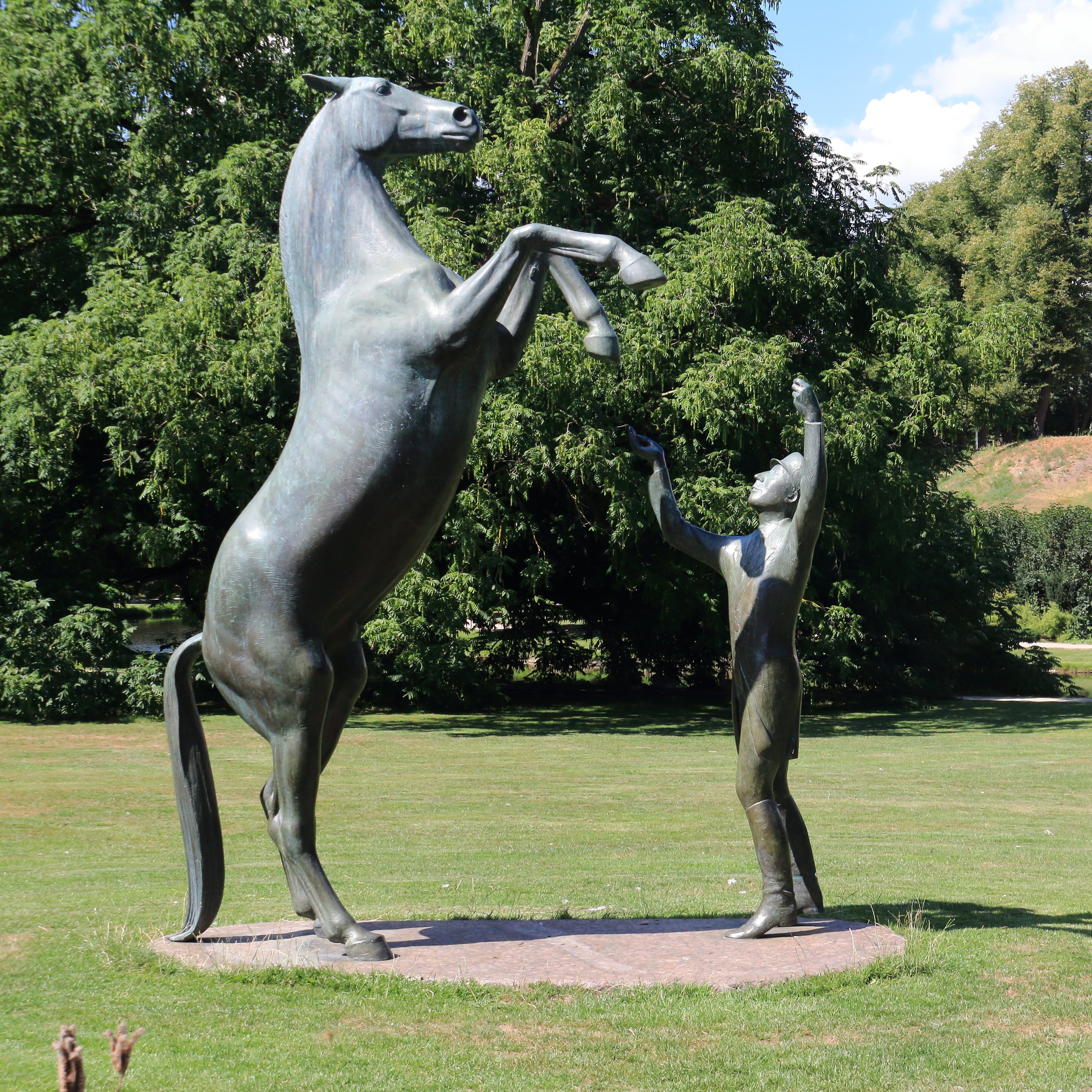
Der „Hengst Wohlklang in der Freiheitsdressur“ mit seinem Betreuer Günter Nagel

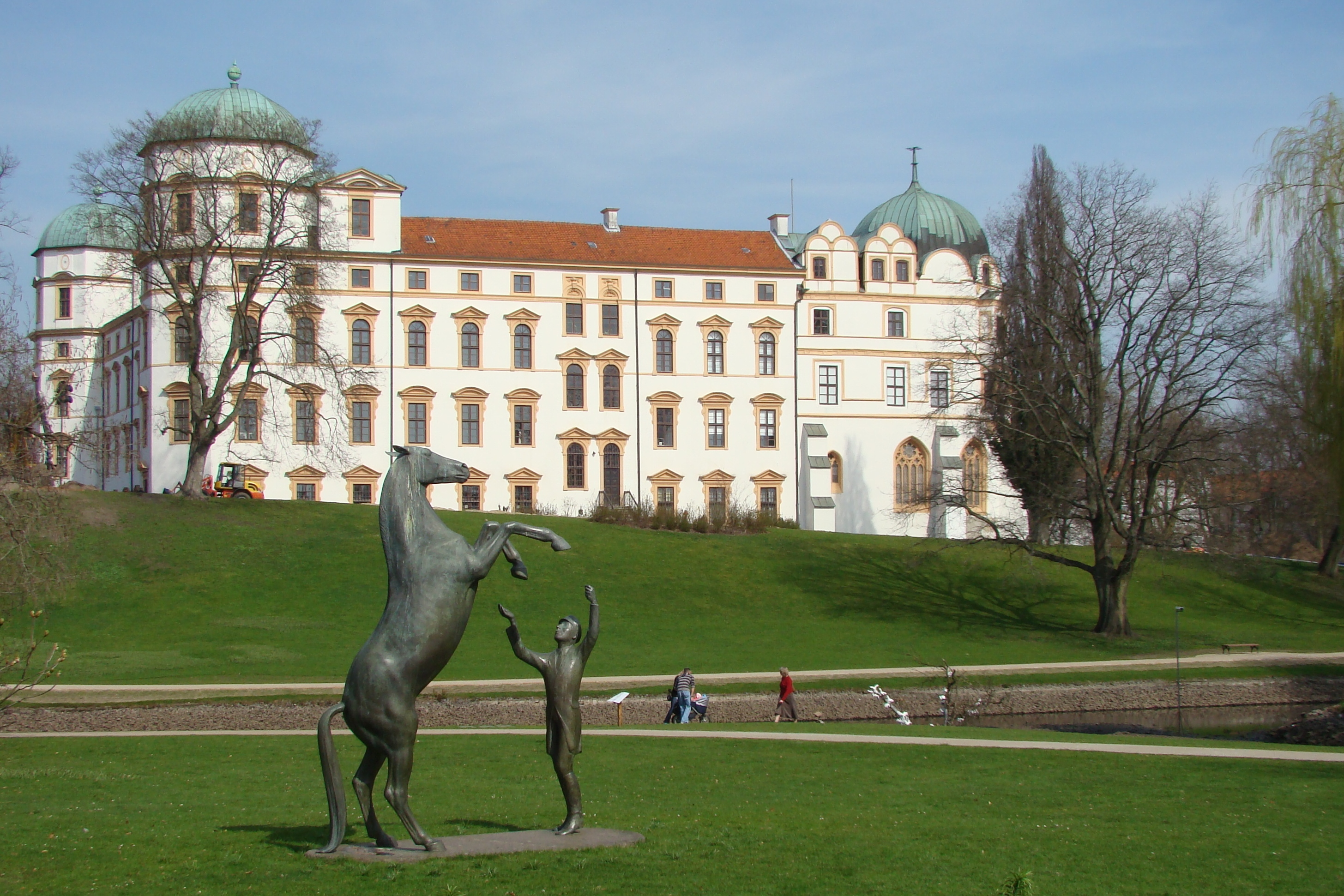
Das Denkmal mit dem Celler Schloss im Hintergrund

Hengst Wohlklang in der Freiheitsdressur ist ein Denkmal im Park von Schloss Celle betitelt. Die auch schlicht Pferdedenkmal genannte Skulptur wurde den Bürgern der Stadt Celle am 1. Juli 1984 von der Stadtsparkasse Celle gestiftet anlässlich des 150-jährigen Bestehens des Kreditinstitutes. Aufgestellt wurde das Denkmal schließlich 1985 anlässlich des 250-jährigen Bestehens des Niedersächsischen Landgestüts.
Schöpfer des Werkes war der in Worpswede tätige Bildhauer Ulrich Conrad. Das Denkmal zeigt – entsprechend seinem Titel – den „Hengst Wohlklang bei der Freiheitsdressur“ mit seinem Betreuer Günter Nagel.

## Leben
Der Hannoveraner Wohlklang (1962–1989) war ein Sohn von Woehler, seine Mutter war Die Lustige und Muttervater war Der Loewe XX. Wohlklang war braun und hatte ein Stockmaß von 1,62 m. Er war im Jahr 1965 als Dreijähriger in die Hengstprüfungsanstalt aufgenommen worden, die seinerzeit noch in Westercelle gelegen war.